# Sarah Nichilo-Rosso
Sarah Nichilo-Rosso (Saint-Martin-d'Hères, 22 de octubre de 1976) es una deportista francesa que compitió en judo. Ganó una medalla de bronce en el Campeonato Mundial de Judo de 1999 y tres medallas en el Campeonato Europeo de Judo entre los años 1998 y 2000.

## Palmarés internacional
| Campeonato Mundial | Campeonato Mundial       | Campeonato Mundial | Campeonato Mundial |
| Año                | Lugar                    | Medalla            | Categoría          |
| ------------------ | ------------------------ | ------------------ | ------------------ |
| 1999               | Birmingham (Reino Unido) | Medalla de bronce  | –48 kg             |
| Campeonato Europeo |                          |                    |                    |
| Año                | Lugar                    | Medalla            | Categoría          |
| 1998               | Oviedo (España)          | Medalla de oro     | –48 kg             |
| 1999               | Bratislava (Eslovaquia)  | Medalla de oro     | –48 kg             |
| 2000               | Breslavia (Polonia)      | Medalla de bronce  | –48 kg             |